# Stuart Parnaby
Stuart Parnaby (Durham, 19 juli 1982) is een Engels voormalig voetballer die doorgaans als rechtsback speelde. Zijn laatste club was Hartlepool United, waarvoor hij vijf wedstrijden speelde.

## Carrière
Parnaby speelde in de jeugd van Middlesbrough FC maar debuteerde bij Halifax Town, dat hem in 2000 huurde van Middlesbrough. Uiteindelijk speelde hij 91 wedstrijden voor de club, voor hij in 2007 verkaste naar Birmingham City. Gedurende vier jaar lang kwam hij uit voor die club, waarvoor hij slechts 47 duels wist te spelen. In 2011 verliet hij Birmingham en was hij op proef bij onder meer Leeds United en Coventry City. In 2012 keerde hij terug naar Middlesbrough, waar hij een tweejarige verbintenis ondertekende. Na twee jaar verkaste Parnaby naar Hartlepool United. Een jaar later zette de Engelsman een punt achter zijn carrière.